# Districtul Hot
Hot (în thailandeză ฮอด) este un district (Amphoe) din provincia Chiang Mai, Thailanda, cu o populație de 48.287 de locuitori și o suprafață de 1.430,38 km².

## Componență
Districtul este subdivizat în six subdistricte (tambon), care sunt subdivizate în 60 de sate (muban).
| Nr. | Nume        | În thailandeză | Sate | Locuitori |  |
| --- | ----------- | -------------- | ---- | --------- |  |
| 1.  | Hang Dong   | หางดง          | 13   | 15,303    |  |
| 2.  | Hot         | ฮอด            | 5    | 3,307     |  |
| 3.  | Ban Tan     | บ้านตาล         | 10   | 5,242     |  |
| 4.  | Bo Luang    | บ่อหลวง         | 12   | 11,958    |  |
| 5.  | Bo Sali     | บ่อสลี           | 10   | 7,926     |  |
| 6.  | Na Kho Ruea | นาคอเรือ        | 10   | 4,551     |  |